# 加卢乔
加卢乔（義大利語：Galluccio），是意大利卡塞塔省的一个市镇。总面积31平方公里，人口2279人，人口密度73.5人/平方公里（2009年）。ISTAT代码为061039。